# علي الحمود
علي الحمود وزير سوري شغل حقيبة وزارة النقل في سوريا وهو من مواليد طرطوس 1964 متزوج ولديه ثلاثة اولاد .

## شهاداته
- بكالوريوس في الهندسة المدنية من جامعة دمشق عام 1987.
- مهندس استشاري في الدراسات الطرقية.
- مهندس استشاري في الدراسات الإنشائية.

## مناصبه
- مدير فرع الشركة العامة للطرق بحمص بين عامي 1995 و2004 .
- مدير فرع الشركة العامة للطرق والجسور في إدلب من عام 2004 وحتى عام 2006 .
- مدير فرع المؤسسة العامة للمواصلات الطرقية بحمص من عام 2006 وحتى 2014 .
- مدير فرع المؤسسة العامة للمواصلات الطرقية بطرطوس من 27/1/2014 وحتى 11/8/2014 .
- شغل منصب مدير عام المؤسسة العامة للمواصلات الطرقية من تاريخ 12/8/2014 وحتى 2016/7/3.

## عضوية اللجان العلمية والفنية
- عضو لجنة لجنة تقييم المقاولين في محافظة إدلب 2004-2005.
- عضو لجنة تأهيل المهندسين واختبارهم في نقابة المهندسين بحمص 2006 وحتى 2009.
- عضو مجلس نقابة المهندسين السوريين اعتباراً من نهاية 2009 وحتى تاريخه.
- رئيس لجنة شعبة المهندسين الموظفين في نقابة المهندسين السوريين والذين يشكلون نسبة 70% من إجمالي المهندسين السوريين منذ عام 2009 وحتى تاريخه.
- مشرف على لجنة التعليم الهندسي في اتحاد المهندسين منذ عام 2009 وحتى تاريخه.
- عضو لجنة التعليم الهندسي في اتحاد المهندسين العرب من عام 2009 وحتى تاريخه.
- مشرف على لجنة تأهيل المهندسين إلى مرتبة الرأي من عام 2009 وحتى تاريخه.
- مشرف على لجنة الطرق في نقابة المهندسين السوريين من عام 2009 وحتى تاريخه.
- رئيس اللجنة العليا لإعداد الكود السوري للطرق من عام 2012 وحتى تاريخه.

## المشاركات الدولية
- مؤتمر مهندسي الطرق والنقل والمواصلات في دبي 2005.
- دورة السلامة الطرقية تركيا عام 2007.
- المؤتمر الدولي للصيانة وإعادة تأهيل المنشآت بيروت 2010.
- الملتقى العربي الدولي لنصرة الأسرى في سجون الاحتلال 2010.
- اجتماعات لجنة فلسطين في اتحاد المهندسين العرب الأردن 2010.
- الملتقى العربي للمهندسين الاستشاريين العرب الكويت 2010.
- مؤتمر الفدرالية العالمية للمهندسين جنيف 2011.
- الندوة الدولية العاشر للتعليم الهندسي في بيروت لعام 2015.
- المشاركة الدائمة في الاجتماعات الدورية للجنة التعليم الهندسي في الوطن العربي منذ عام 2009 وحتى تاريخه.[1]